# Kimberly Jess
Pour les articles homonymes, voir Jess.
Kimberly Jess (née le 30 janvier 1992 à Rendsburg) est une athlète allemande spécialiste du saut en hauteur. 

## Carrière
En 2008, Kimberly Jess, âgée de 16 ans, devient championne du monde junior de saut en hauteur à Bydgoszcz, en franchissant 1,86 m à son premier essai.

### Palmarès
| Année | Compétition                    | Lieu      | Résultat | Performance |
| ----- | ------------------------------ | --------- | -------- | ----------- |
| 2007  | Championnats du monde jeunesse | Ostrava   | 8e       | 1,78 m      |
| 2008  | Championnats du monde junior   | Bydgoszcz | 1re      | 1,86 m      |

### Records
| Épreuve         | Performance | Lieu    | Date         |
| --------------- | ----------- | ------- | ------------ |
| Saut en hauteur | 1,90 m      | Hanovre | 30 août 2008 |

| Épreuve         | Performance | Lieu | Date            |
| --------------- | ----------- | ---- | --------------- |
| Saut en hauteur | 1,91 m      | Unna | 11 janvier 2009 |